# Bryconamericus iheringii
Bryconamericus iheringii és una espècie de peix d'aigua dolça de la família dels caràcids i de l'ordre dels caraciformes.

## Morfologia
- Els mascles poden assolir 11,4 cm de llargària total i 16,9 g de pes.[5][6]

## Hàbitat
Viu en zones de clima temperat entre 18 °C - 23 °C de temperatura.

## Distribució geogràfica
Es troba a Sud-amèrica: Laguna dos Patos i conca del riu Uruguai.